# Michael Lynch (Radsportler)
Michael Joseph Lynch (* 12. April 1963 in Melbourne) ist ein ehemaliger australischer Radrennfahrer und nationaler Meister im Radsport.

## Sportliche Laufbahn
Lynch war im Straßenradsport aktiv. Er war Teilnehmer der Olympischen Sommerspiele 1984 in Los Angeles. Im olympischen Straßenrennen wurde er als 55. klassiert. Der australische Vierer mit Jeff Leslie, Michael Lynch, Gary Trowell und John Watters belegte im Mannschaftszeitfahren den 15. Rang.
1982 gewann Lynch bei den Commonwealth Games die Silbermedaille im Mannschaftszeitfahren. 1984 siegte er im Rennen Grafton to Inverell Cycle Classic. Das Etappenrennen Tour of the North entschied er 1985 für sich. 1986 gewann er das Eintagesrennen Melbourne to Warrnambool Cycling Classic über 300 Kilometer vor Terry Hammond. Alle seine Siege im Straßenradsport holte er in australischen Rennen.